# Lyodra Ginting
Lyodra Margareta Ginting (ur. 21 czerwca 2003 w Medanie) – indonezyjska piosenkarka i aktorka.
Wygrała dziesiąty sezon programu Indonesian Idol, emitowanego na antenie stacji RCTI w latach 2019–2020. W 2021 roku wydała debiutancki album pt. Lyodra.

## Dyskografia
Albumy studyjne
- Lyodra(inne języki) (2021)

Kompilacje
- Di Atas Rata-Rata 2 (2015)[6]
- Musik Anak Terbaik: Di Atas Rata-Rata (2017)[7]
- Berlin and Friends (2019)
- Musikini Super Hits 2(inne języki) (2021)[8]

Single
| Title                                 | Year | Album                                 |
| ------------------------------------- | ---- | ------------------------------------- |
| „Janji untuk Mimpi”                   | 2015 | Di Atas Rata-Rata 2                   |
| „Stop Bully” (feat. Olivola)          | 2015 | Di Atas Rata-Rata 2                   |
| „Dear Dream”                          | 2017 | –                                     |
| „Never Grow Up”                       | 2017 | Musik Anak Terbaik: Di Atas Rata-Rata |
| „Gemintang Hatiku”                    | 2020 | Lyodra                                |
| „Mengapa Kita Terlanjur Mencinta”     | 2020 | Lyodra                                |
| „Tentang Kamu”                        | 2020 | Lyodra                                |
| „Sabda Rindu”                         | 2021 | Lyodra                                |
| „Oee..Oee..Oee..” (feat. Dipha Barus) | 2021 | Lyodra                                |
| „Kalau Bosan”                         | 2021 | Lyodra                                |
| „Dibanding Dia”                       | 2021 | Lyodra                                |
| „Pesan Terakhir”                      | 2021 | Lyodra                                |